# Palácio Sara Braun

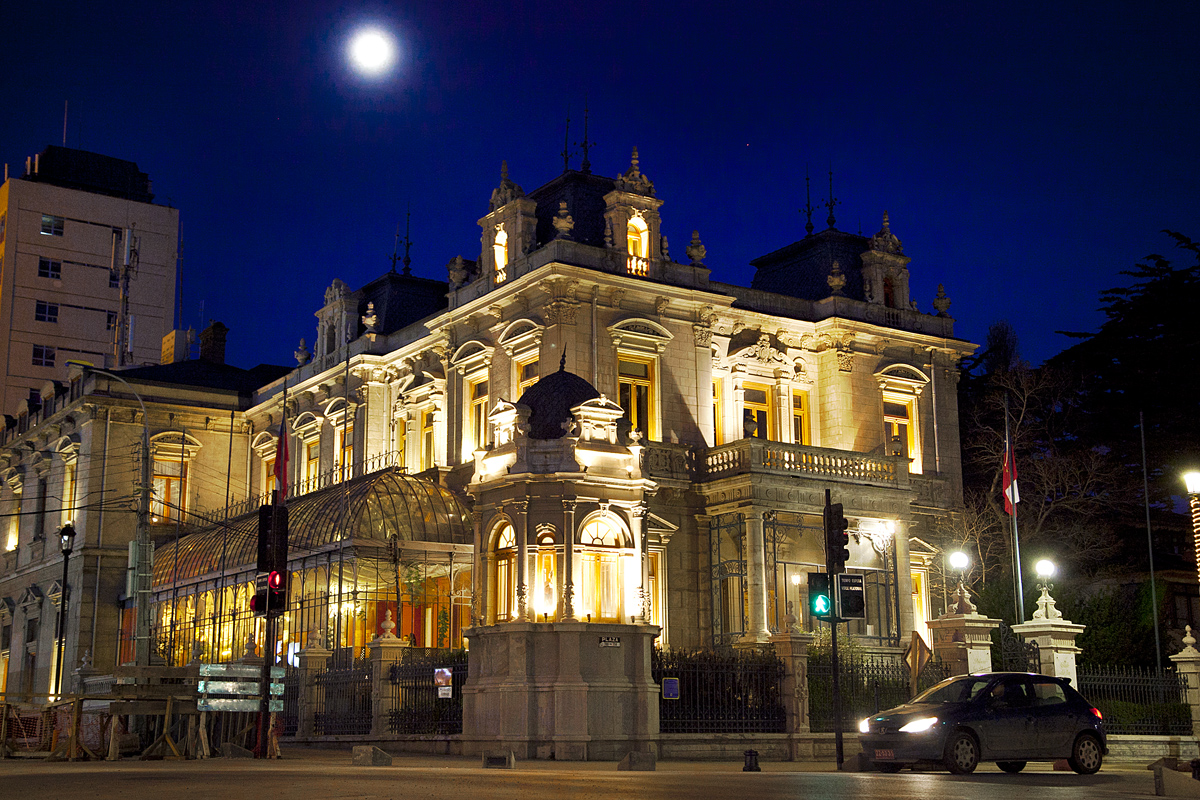
Palácio Sara Braun à noite

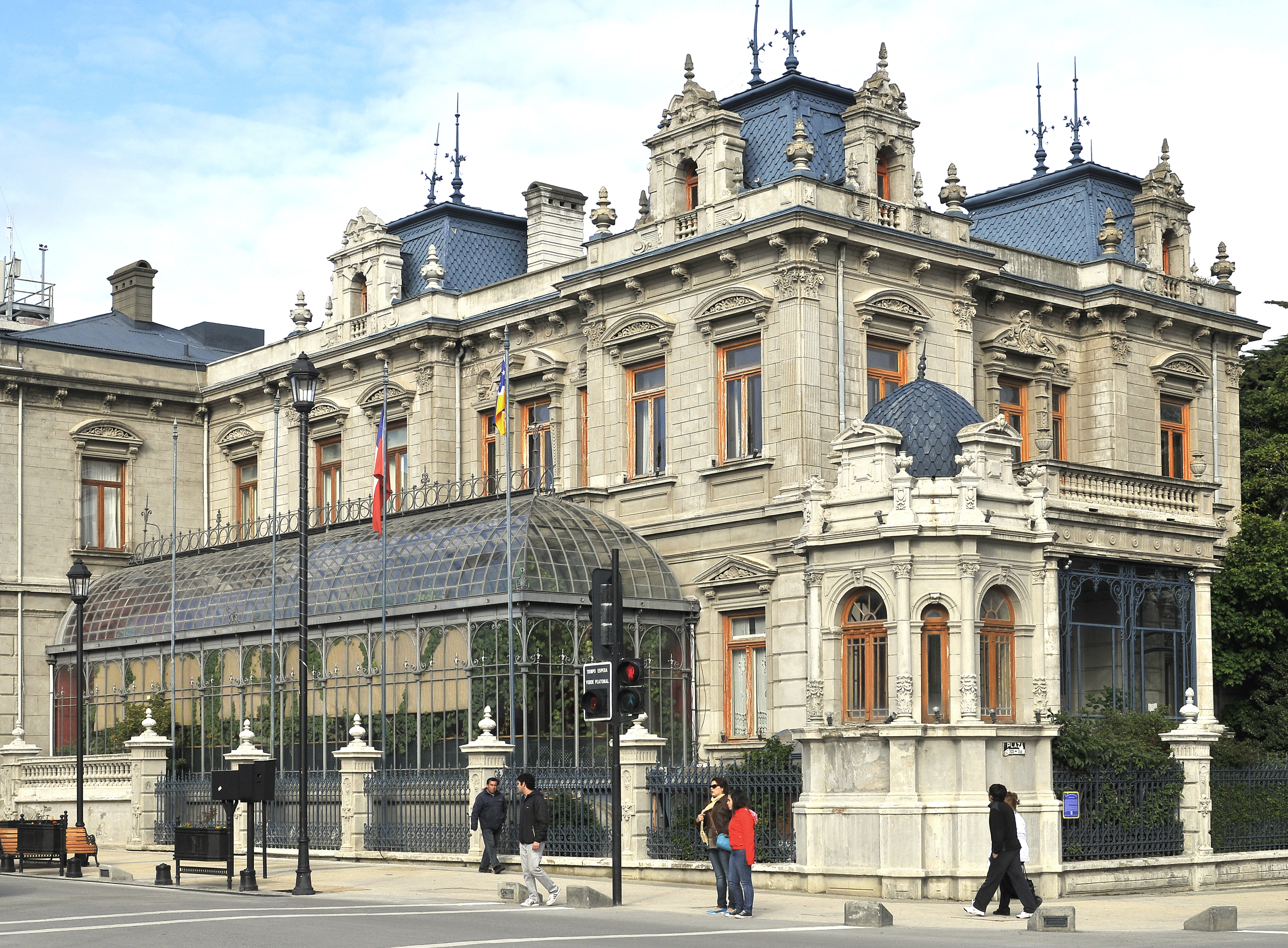
Palácio Sara Braun de dia

O Palácio Sara Braun é um edifício na cidade chilena de Punta Arenas. Está localizado em frente à famosa Plaça Muñoz Gamero. Foi construído entre 1895 e 1905 com o desenho do arquiteto francês Numa Mayer. Em 1981, foi declarado monumento histórico pelo Conselho de Monumentos Nacionales do Chile.

## História
Elías Braun com sua família, composta por ele, sua esposa Sofía Hamburguer e seus filhos Sara e Moritz, chegou à cidade de Punta Arenas em 1873, devido a uma política de promoção da imigração européia aplicada pelo Presidente José Joaquín Pérez. Antes de viajar para a Patagônia, o Braun vivia em Talsen, na Curlândia, parte do Império Russo na época (agora parte da Lituânia). Embora pertencessem ao grupo étnico dos alemães bálticos, a elite da região, sua religião judaica os tornava vulneráveis aos pogroms que ocorriam no território russo, por isso decidiram emigrar para a América.
Sara Braun Hamburguer casou-se em 1887 com o empresário português José Nogueira, que havia trabalhado uma grande fortuna graças a atividades de navegação, caça ao leão-marinho e criação de ovelhas, das quais ele foi um dos pioneiros na fundação da Sociedade de Exploração de Terra do Fogo. Quando Nogueira morreu devido à tuberculose em 1893, Sara passou a administrar a grande herança, ocupando parte dela na construção de sua casa.
Sara Braun escolheu a arquiteta francesa Numa Mayer para projetar sua futura casa, que traçou os planos seguindo os cânones do gosto predominante em Paris no final do século XIX. Quando Sara Braun morreu em 1955, a mansão foi deixada para seus sobrinhos. No ano seguinte, foi adquirida pelo Union Club. Em 1992, tornou-se o Hotel José Nogueira que ocupa suas dependências até hoje. Também, na parte de trás do edifício opera o Museu Regional de Magallanes.